# Pa Dembo Touray
Pour les articles homonymes, voir Dembo.
Pa Dembo Touray, né le 31 mars 1980 à Banjul, est un footballeur international gambien, évoluant au poste de gardien de but.

## Biographie

### En club
Touray commence sa carrière au Real de Banjul Football Club en Gambie. En 2000, il s'installe en Suède à Stockholm, où il joue pour Djurgårdens IF, en Allsvenskan, la première division du championnat de Suède. 
Touray est prêté à deux reprises, à Assyriska FF puis à Vålerenga IF, avant de retourner à Djurgårdens IF après la vente du gardien international suédois Andreas Isaksson. Il devient alors titulaire du poste. 
En 2010, il devient le nouveau capitaine de Djurgårdens IF, toutefois, il doit toutefois céder le brassard dès la saison suivante à son nouveau coéquipier Joel Riddez. 
Avec Djurgårdens, il joue près de 200 matchs en première division suédoise, réussissant même, chose rare pour un gardien, à inscrire un but. Il participe également aux compétitions européennes, disputant six matchs lors des tours préliminaires de la Ligue des champions, et huit rencontres en Coupe de l'UEFA.
Il remporte avec Djurgårdens un championnat de Suède, et deux Coupes de Suède.
En janvier 2012, il s'engage avec le club sud-africain des Santos Cape Town, équipe évoluant en deuxième division. Il termine ensuite sa carrière en Suède, dans les divisions inférieures.

### En équipe nationale
Touray reçoit 17 sélections en équipe de Gambie entre 2000 et 2011.
Il joue son premier match en équipe nationale le 9 avril 2000, contre le Maroc. Ce match perdu sur le score de 0-1 rentre dans le cadre des éliminatoires du mondial 2002. Il reçoit sa dernière sélection le 10 août 2011, en amical contre la RD Congo (victoire 3-0).
Au total, il dispute deux matchs lors des éliminatoires du mondial 2002, deux lors des éliminatoires du mondial 2006, deux lors des éliminatoires de la CAN 2004, trois lors des éliminatoires de la CAN 2008, deux lors des éliminatoires de la CAN 2012, et enfin six matchs amicaux.

## Palmarès
Real Banjul
- Champion de Gambie en 2000

 Djurgårdens IF
- Champion de Suède en 2005
- Vainqueur de la Coupe de Suède en 2004 et 2005